# Yves de Monti
Pour les autres membres de la famille, voir Famille de Monti.
Yves de Monti (ou Yves Ier de Monti ou Yves de Monti de Rezé), seigneur de la Chalonnière, vicomte de Rezé, né le 3 novembre 1601 à Nantes et mort le 9 avril 1683 dans la même ville, fut conseiller du roi, maître en la Chambre des comptes de Bretagne et maire de Nantes de 1642 à 1644.

## Biographie
Issu de la branche française de la famille de Monti qui, depuis le XIIIe siècle donna plusieurs Gonfalonniers à la république de Florence, fils de  Pierre de Monti, seigneur de La Chalonnière, conseiller du Roi, maître ordinaire en la chambre des comptes de Bretagne, et de Marie Fiot, il épouse le 16 juillet 1629 à Nantes Anne Bourriau (1612-1675), fille de Jacques Bourriau, négociant-armateur, consul des marchands et échevin de Nantes, et de  Renée Fachu, dame de la Genestay, dont il aura notamment un fils Yves II de Monti.
Il est maître ordinaire en la chambre des comptes de Bretagne, conseiller du Roi en ses conseils d'État et privé.
En 1652, il acquiert la vicomté de Rezé auprès du marquis de Goulaine. Vingt ans plus tard, son fils, Yves II de Monti, voit ses terres érigées en comté.